# خورخي باتينو
خورخي لويس باتينو (بالإنجليزية: Jorge Luis Patino؛ مواليد 8 مايو 1973) هو مُقاتل فنون قتالية مختلطة برازيلي.
باتينو هو مدرب الجيو جيتسو البرازيلية لتشارلز أوليفيرا وكان مسؤولاً عن منح أوليفيرا الحزام الأسود.

## وصلات خارجية
- خورخي باتينو على موقع يو إف سي (الإنجليزية)
- خورخي باتينو على موقع شيردوغ (الإنجليزية)
- خورخي باتينو على موقع Tapology.com (الإنجليزية)
- خورخي باتينو على موقع IMDb (الإنجليزية)
- خورخي باتينو على موقع قاعدة بيانات الفيلم (الإنجليزية)